# Héctor Guido
Héctor Guido (Montevideo, 7 de enero de 1954) es un actor, funcionario y director teatral uruguayo.
En 1972 ingresó a la Escuela de Arte Dramático del teatro El Galpón. Participó en más de treinta obras teatrales y varios largometrajes. Integró el elenco estable de Radioteatro del Sodre, y en 2006 fue asesor de su Consejo Directivo.
Como actor recibió múltiples reconocimientos: seis premios Florencio, premio al mejor actor extranjero del Festival de Miami y premio Mejor Actor de Cine 2008.
Durante varios períodos fue directivo del teatro El Galpón y dirigente de la Sociedad Uruguaya de Actores (SUA); integró también la Federación Uruguaya de Teatros Independientes (FUTI). Formó parte del equipo de gestión de la refacción de los teatros La Máscara, Astral y El Galpón, y del equipo de gestión en la construcción del teatro De la Candela y de la sala Atahualpa de El Galpón.
En marzo de 2010 ocupó el cargo de director general del Auditorio Nacional Adela Reta. Fue Director del Departamento Cultura de la Intendencia de Montevideo hasta 2015, en lo que se destaca el proyecto de mayor presupuesto creado para las artes escénicas "Fortalecimiento de las artes". Este proyecto sistémico tiene como destinatario final a estudiantes de secundaria a través de la tarjeta "Montevideo libre", una tarjeta diseñada para que los estudiantes ingresen a espectáculos artísticos de manera gratuita.
Actualmente se dedica a la actuación en el Teatro El Galpón .